# Heinrich Holthaus
Heinrich Holthaus (* 29. Juni 1903 in Hagen; † 6. November 1980 ebenda) war ein deutscher Bildhauer. Er arbeitete in seiner Heimatstadt als Künstler bevorzugt mit den Materialien Bronze und Kunststein.
Im Jahr 1926 trat er eine Banklehre an, studierte dann evangelische Theologie, Philosophie und Kunstgeschichte in Münster, ab 1930 Bildhauerei an den Kunstakademien in Hamburg und Berlin.
1939 erhielt er ein Kassel-Stipendium, 1940 ein Stipendium des Kölner Kunstvereins. Von 1941 an war er im Kriegsdienst und bis 1946 in Kriegsgefangenschaft. Ab 1946 lebte er als freischaffender Bildhauer in Plettenberg, bevor er im Jahr 1953 wieder in seine Heimatstadt zurückkehrte. Dort war er Mitglied der Künstlervereinigung Hagenring, im Jahr 1978 widmete ihm das Karl Ernst Osthaus-Museum Hagen eine Einzelausstellung. Seit seinem Studium der Theologie in Münster 1930 war er eng mit dem späteren Maler Hubert Berke befreundet. Im Karl-Ernst-Osthaus-Museum in Hagen hatten sie 1969 eine Gemeinschaftsausstellung. Beide gehörten zum Bekanntenkreis des in Plettenberg wohnenden Staatsrechtlers Carl Schmitt.

## Werke
- Große Stehende mit Tuch, Bronze (1953) 171 cm hoch; Ricarda-Huch-Schule, im Foyer der Aula, Voswinckelstr. 1
- Stehender Junge, Muschelkalk (1957) 235 cm hoch; Cuno-Berufsschule Hagen, Viktoriastr. 2
- Sitzender Junge, Bronze (1957/58) 85 cm hoch (Sockel 55 × 120 × 53 cm); Jugendheim im Buscheypark, Hagen (neuer Stand: Volkspark)
- "Emporsteigender" Junge an der Leiter, Bronze (1960) 190 cm hoch Bronze; Volksschule Bergstraße, heute Cuno-Schule II, Bergstraße
- Bronzerelief "Die zerstörte Stadt 1945" (1965) 1,90 × 0,90 cm; Rathaus Hagen
- Bronze-Türdrücker (figürlich abstrahiert); Ratskeller im Rathaus Hagen
- "Bewegung" des Wassers, Bronze (1970) 160 cm hoch (Sockel 125 × 110 × 110 cm); Stadtbad Mitte, heute Caritas Gebäude, Bergstraße
- "Die Stufen des Lebens" (1973/74) 150 × 500 cm Bronze; Waldfriedhof, Hoheleye 5

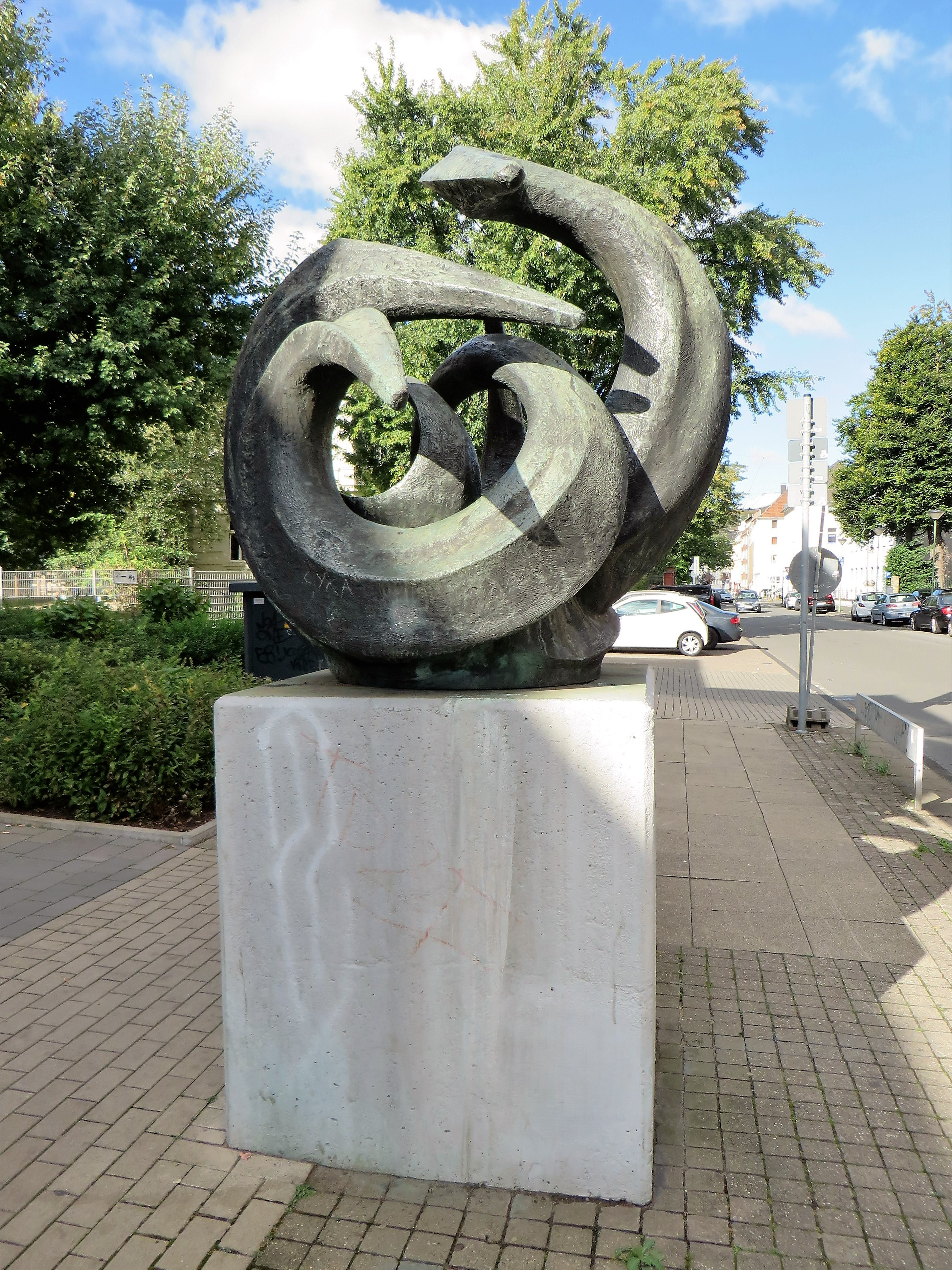
"Bewegung" des Wassers, Bergstraße
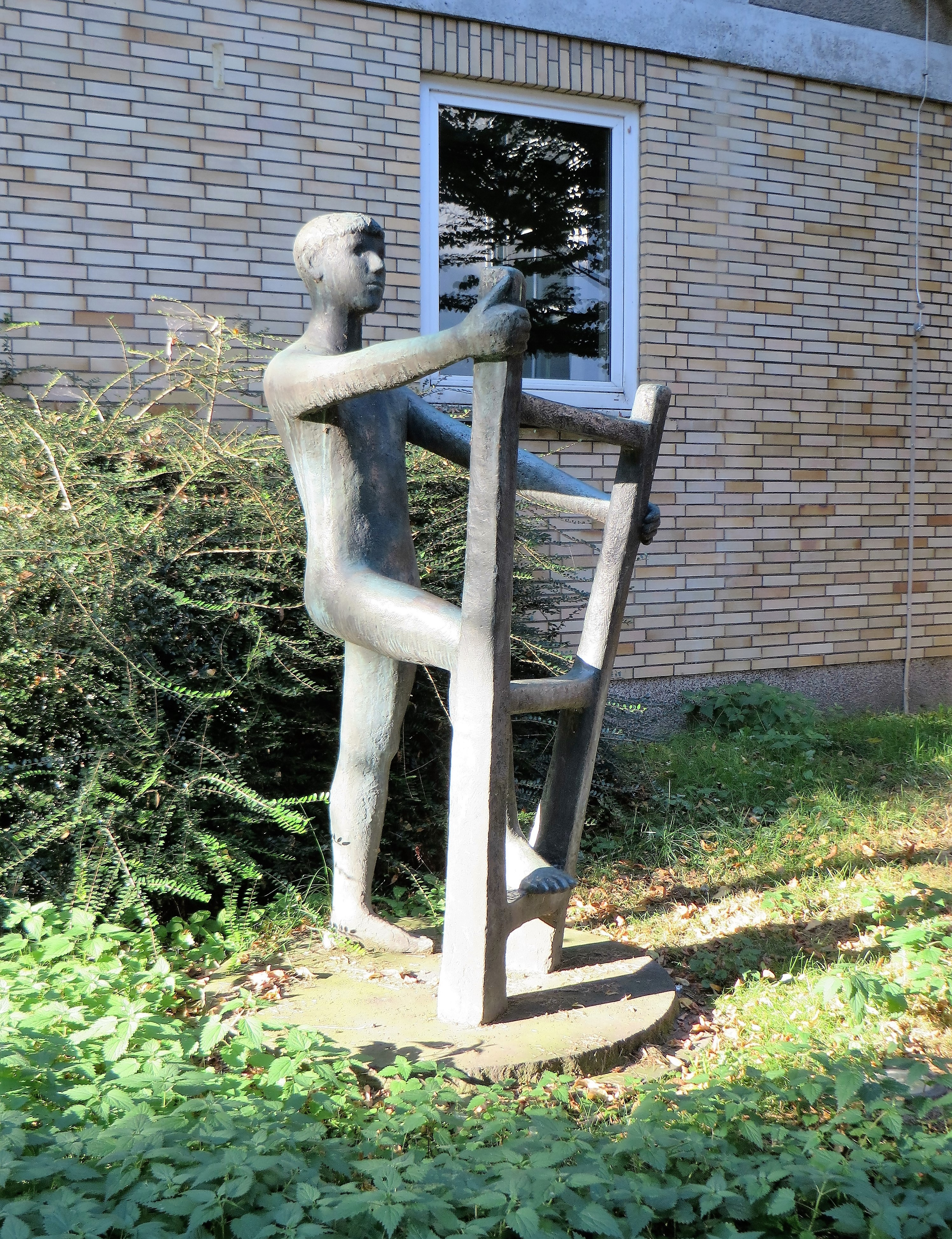
"Emporsteigender" Junge an der Leiter, Bergstraße
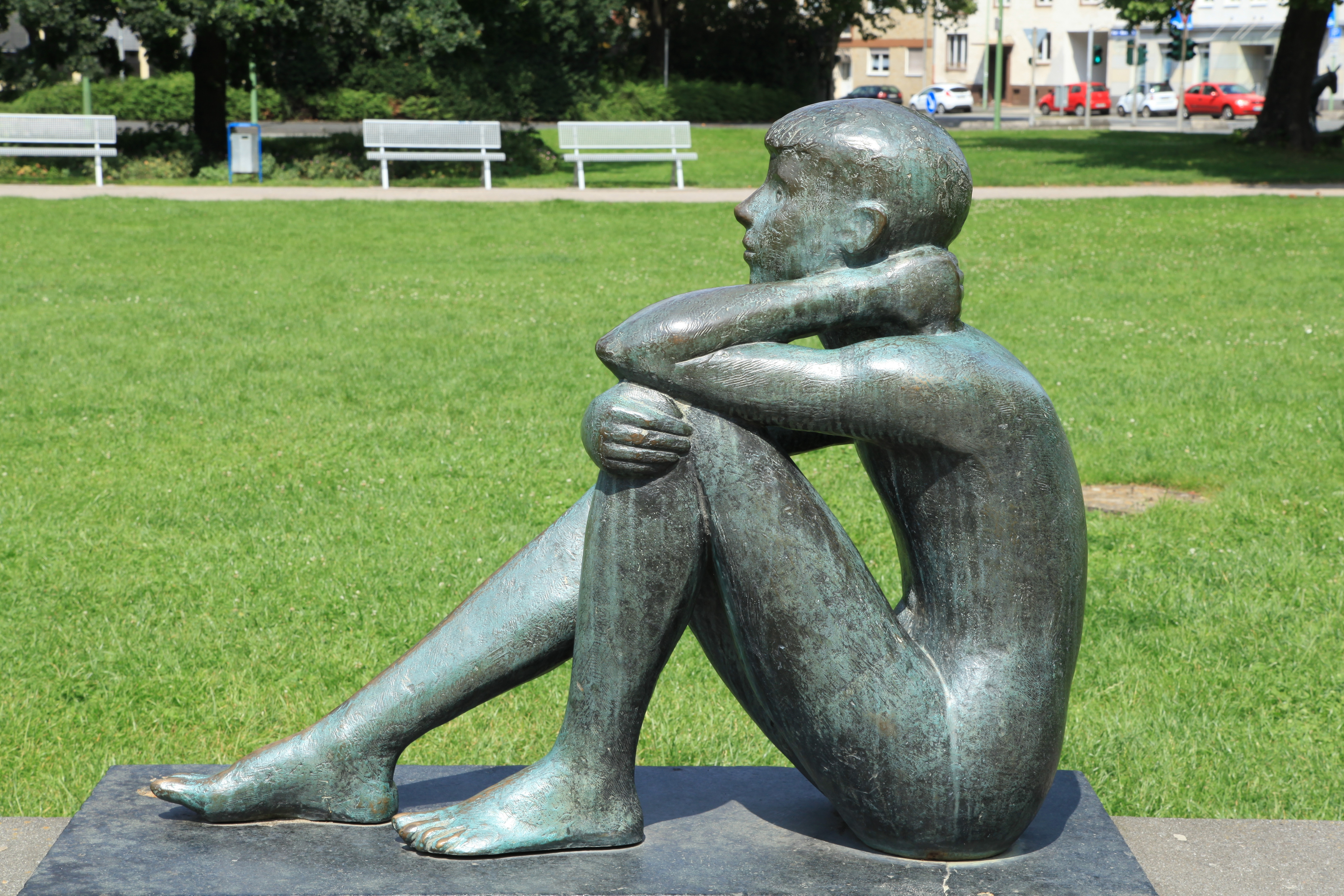
"Sitzender Junge", Volkspark Hagen
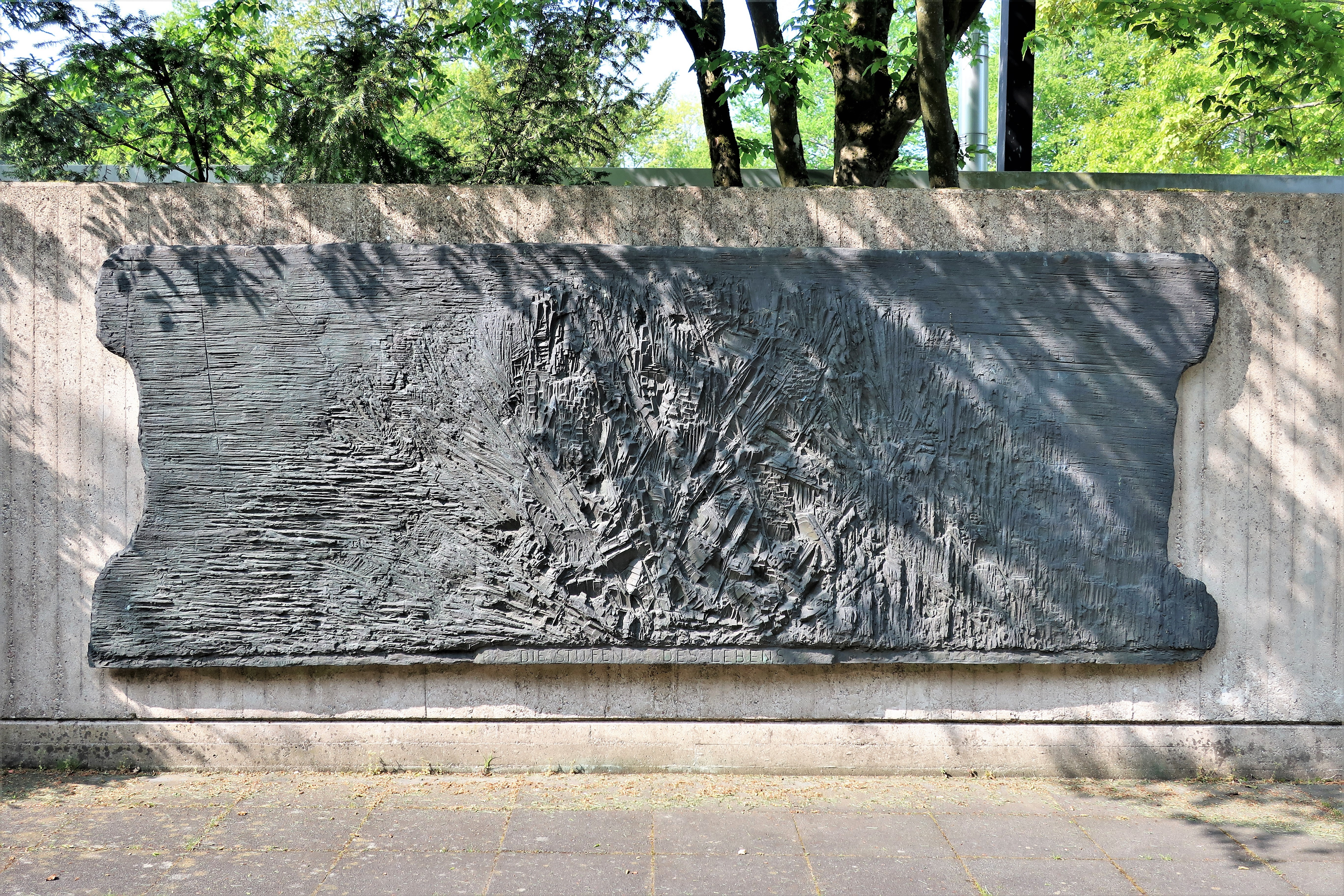
"Die Stufen des Lebens", Waldfriedhof Hoheleye
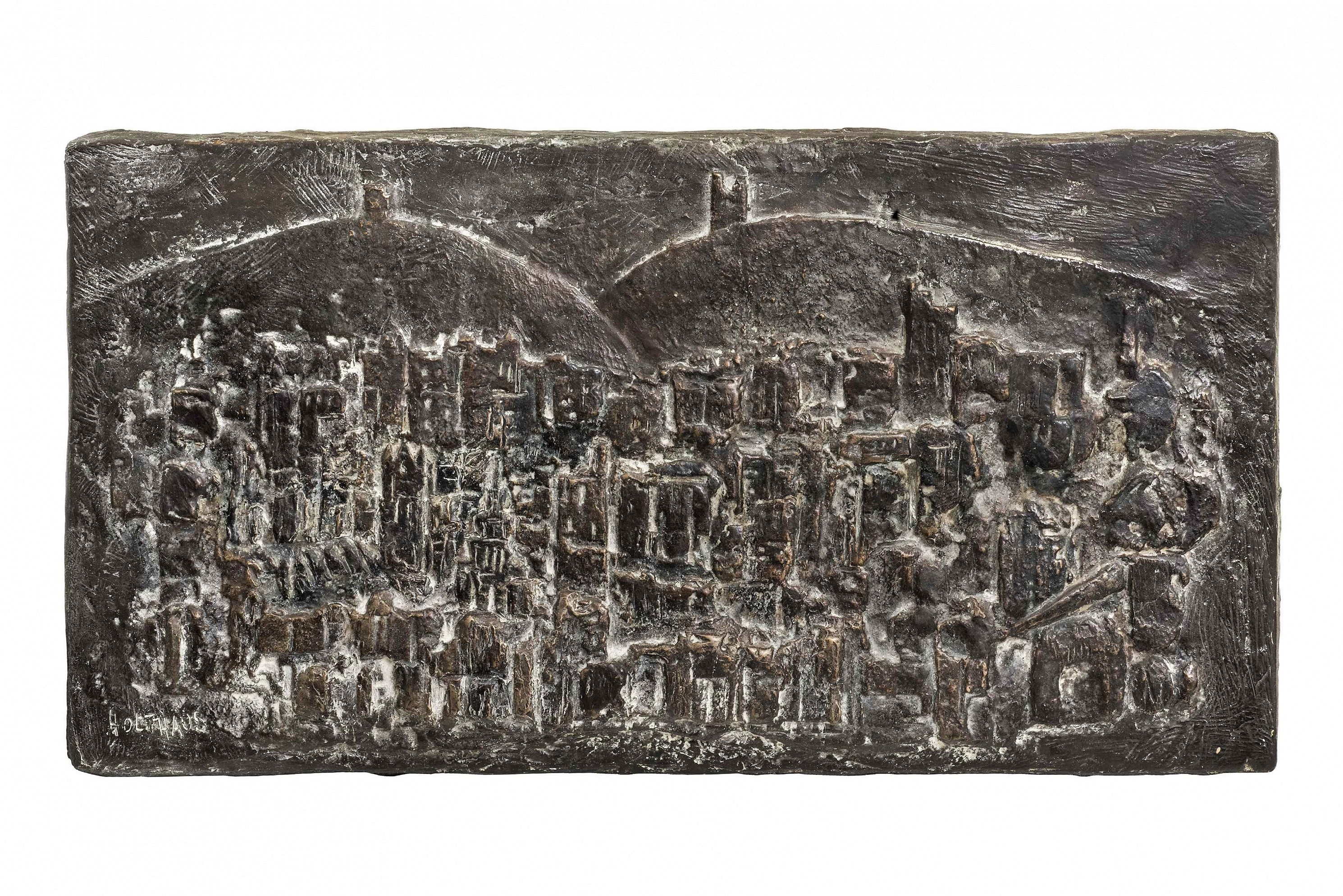
„Die zerstörte Stadt“, Stadtmuseum Hagen